# Temporada 1983-84 de los Atlanta Hawks
La temporada 1983-84, fue la decimosexta de los Atlanta Hawks en la NBA en su ubicación de Atlanta, la trigésimo quinta en la liga y la trigésimo octava desde su fundación. La temporada regular acabó con 40 victorias y 42 derrotas, ocupando el sexto puesto de la Conferencia Este, clasificándose para los playoffs, en los que cayeron en primera ronda ante Milwaukee Bucks.

## Elecciones en elDraft
| Ronda | Puesto | Jugador     | Posición  | Nacionalidad   | Universidad |
| ----- | ------ | ----------- | --------- | -------------- | ----------- |
| 2     | 31     | Doc Rivers  | Base      | Estados Unidos | Marquette   |
| 3     | 58     | John Pinone | Ala-Pívot | Estados Unidos | Villanova   |

## Temporada regular
| División Central    | División Central | División Central | División Central | División Central | División Central | División Central | División Central | División Central |
| Equipo              | G                | P                | %                | PD               | Casa             | Fuera            | Div              |                  |
| ------------------- | ---------------- | ---------------- | ---------------- | ---------------- | ---------------- | ---------------- | ---------------- | ---------------- |
| y-Milwaukee Bucks   | 50               | 32               | .610             | –                | 30–11            | 20–21            | 19–10            |                  |
| x-Detroit Pistons   | 49               | 33               | .598             | 1                | 30–11            | 19–22            | 21–8             |                  |
| x-Atlanta Hawks     | 40               | 42               | .488             | 10               | 31–10            | 9–32             | 16–14            |                  |
| Cleveland Cavaliers | 28               | 54               | .341             | 22               | 23–18            | 5–36             | 11–19            |                  |
| Chicago Bulls       | 27               | 55               | .329             | 23               | 18–23            | 9–32             | 10–20            |                  |
| Indiana Pacers      | 26               | 56               | .317             | 24               | 20–21            | 6–35             | 12–18            |                  |

## Playoffs

### Primera ronda
Milwaukee Bucks vs. Atlanta Hawks 
| Fecha       | Partido                               | Ciudad    |
| ----------- | ------------------------------------- | --------- |
| 17 de abril | Milwaukee Bucks 105, Atlanta Hawks 89 | Milwaukee |
| 19 de abril | Milwaukee Bucks 101, Atlanta Hawks 87 | Milwaukee |
| 21 de abril | Atlanta Hawks 103, Milwaukee Bucks 97 | Atlanta   |
| 24 de abril | Atlanta Hawks 100, Milwaukee Bucks 97 | Atlanta   |
| 26 de abril | Milwaukee Bucks 118, Atlanta Hawks 89 | Milwaukee |
|             | Milwaukee Bucks gana las series 3-2   |           |

## Estadísticas
| Rk | Jugador           | Edad | P  | PT | MP   | TC  | TCI  | %TC  | T3  | T3I | %T3  | TL  | TLI | %TL   | RO  | RD  | RT  | AS  | RB  | TAP | BP  | FP  | PTS  |
| -- | ----------------- | ---- | -- | -- | ---- | --- | ---- | ---- | --- | --- | ---- | --- | --- | ----- | --- | --- | --- | --- | --- | --- | --- | --- | ---- |
| 1  | Dominique Wilkins | 24   | 81 | 81 | 36.6 | 8.4 | 17.6 | .479 | 0.0 | 0.1 | .000 | 4.7 | 6.1 | .770  | 3.1 | 4.0 | 7.2 | 1.6 | 1.4 | 1.1 | 2.7 | 2.4 | 21.6 |
| 2  | Dan Roundfield    | 30   | 73 | 72 | 35.8 | 6.9 | 14.2 | .485 | 0.0 | 0.2 | .000 | 5.1 | 6.7 | .770  | 2.8 | 7.1 | 9.9 | 2.5 | 0.8 | 1.0 | 2.8 | 3.0 | 18.9 |
| 3  | Tree Rollins      | 28   | 77 | 76 | 30.5 | 3.6 | 6.9  | .518 | 0.0 | 0.0 |      | 1.5 | 2.5 | .621  | 2.6 | 5.1 | 7.7 | 0.8 | 0.5 | 3.6 | 1.3 | 3.9 | 8.6  |
| 4  | Eddie Johnson     | 28   | 67 | 43 | 28.3 | 5.3 | 11.9 | .442 | 0.2 | 0.6 | .372 | 2.4 | 3.2 | .770  | 0.5 | 1.7 | 2.2 | 5.6 | 0.9 | 0.1 | 2.6 | 2.3 | 13.2 |
| 5  | Johnny Davis      | 28   | 75 | 72 | 27.7 | 4.7 | 10.7 | .443 | 0.0 | 0.1 | .000 | 2.9 | 3.4 | .848  | 0.7 | 1.1 | 1.9 | 4.3 | 0.8 | 0.1 | 1.8 | 1.9 | 12.3 |
| 6  | Doc Rivers        | 22   | 81 | 47 | 23.9 | 3.1 | 6.7  | .462 | 0.0 | 0.1 | .167 | 3.1 | 4.0 | .785  | 0.9 | 1.8 | 2.7 | 3.9 | 1.6 | 0.4 | 2.1 | 3.5 | 9.3  |
| 7  | Sly Williams      | 26   | 13 | 1  | 19.8 | 2.6 | 8.8  | .298 | 0.1 | 0.7 | .111 | 2.8 | 3.5 | .783  | 1.5 | 2.4 | 3.8 | 1.2 | 1.1 | 0.1 | 1.4 | 2.5 | 8.1  |
| 8  | Mike Glenn        | 28   | 81 | 0  | 18.6 | 3.9 | 6.8  | .563 | 0.0 | 0.0 | .500 | 0.7 | 0.9 | .800  | 0.2 | 1.1 | 1.3 | 2.1 | 0.6 | 0.1 | 0.8 | 1.8 | 8.4  |
| 9  | Scott Hastings    | 23   | 68 | 8  | 16.7 | 1.6 | 3.5  | .468 | 0.0 | 0.1 | .250 | 1.2 | 1.5 | .788  | 1.4 | 2.6 | 4.0 | 0.7 | 0.6 | 0.5 | 1.0 | 3.2 | 4.5  |
| 10 | Wes Matthews      | 24   | 6  | 0  | 16.0 | 2.7 | 5.0  | .533 | 0.0 | 0.2 | .000 | 3.0 | 3.7 | .818  | 0.2 | 0.5 | 0.7 | 3.5 | 0.8 | 0.2 | 1.7 | 2.2 | 8.3  |
| 11 | Randy Wittman     | 24   | 78 | 1  | 13.7 | 2.1 | 4.1  | .503 | 0.0 | 0.1 | .400 | 0.4 | 0.6 | .609  | 0.2 | 0.7 | 0.9 | 0.9 | 0.2 | 0.0 | 0.4 | 1.1 | 4.5  |
| 12 | Billy Paultz      | 35   | 40 | 4  | 12.2 | 0.9 | 2.2  | .409 | 0.0 | 0.0 |      | 0.4 | 0.8 | .515  | 0.9 | 2.0 | 2.8 | 0.5 | 0.2 | 0.2 | 0.6 | 1.4 | 2.2  |
| 13 | Armond Hill       | 30   | 15 | 2  | 12.1 | 0.9 | 3.1  | .304 | 0.0 | 0.0 |      | 1.1 | 1.4 | .810  | 0.1 | 0.5 | 0.7 | 2.3 | 0.5 | 0.0 | 0.9 | 2.0 | 3.0  |
| 14 | Charlie Criss     | 35   | 9  | 0  | 12.0 | 1.0 | 2.4  | .409 | 0.0 | 0.0 |      | 0.6 | 0.6 | 1.000 | 0.3 | 0.9 | 1.2 | 2.3 | 0.3 | 0.0 | 0.7 | 0.4 | 2.6  |
| 15 | Rickey Brown      | 25   | 68 | 3  | 11.5 | 1.4 | 3.0  | .468 | 0.0 | 0.0 |      | 0.7 | 1.0 | .738  | 1.0 | 1.7 | 2.7 | 0.4 | 0.3 | 0.3 | 0.8 | 2.4 | 3.5  |
| 16 | Mark Landsberger  | 28   | 35 | 0  | 9.6  | 0.5 | 1.5  | .373 | 0.0 | 0.0 |      | 0.4 | 0.7 | .577  | 1.2 | 2.2 | 3.4 | 0.3 | 0.2 | 0.1 | 0.6 | 0.9 | 1.5  |
| 17 | John Pinone       | 22   | 7  | 0  | 9.3  | 1.0 | 1.9  | .538 | 0.0 | 0.0 |      | 0.9 | 1.4 | .600  | 0.0 | 1.4 | 1.4 | 0.4 | 0.3 | 0.1 | 0.7 | 1.6 | 2.9  |

## Galardones y récords
| Jugador        | Galardón                               |
| Wayne Rollins  | Mejor quinteto defensivo de la NBA     |
| Dan Roundfield | 2.º Mejor quinteto defensivo de la NBA |